# Scomberomorus plurilineatus
Scomberomorus plurilineatus es una especie de peces de la familia Scombridae en el orden de los Perciformes.

## Morfología
• Los machos pueden llegar alcanzar los 120 cm de longitud total y los 12,5 kg de peso.
- Número de  vértebras: 45 - 46.[1]

## Alimentación
Come principalmente peces del género Anchoviella , clupeids ( Amblygaster ,Sardinella fimbriata ,Sardinella Albella ), otros tipos de peces, calamares y crustáceos del género Stomatopoda .

## Hábitat
Es un pez marino que vive entre 50 y 200 m de profundidad.

## Distribución geográfica
Se encuentra desde las Seychelles, Kenia y Zanzíbar hasta Sudáfrica y la costa occidental de Madagascar.